# 奧蒂大區
奧蒂大區（英語：Oti Region）是加納的大區，位於該國東部，首府丹拜，北鄰北部大區，南毗沃爾特大區，西臨是沃爾特水庫，面積11,066平方公里，2021年人口747,248人。此大區原屬沃爾特大區北部之一部分，惟於2018年迦納新大區公民投票結果而劃出新設。